# Kazutaka Murase
Kazutaka Murase (født 11. september 1985) er en tidligere japansk fodboldspiller.
Han har spillet for flere forskellige klubber i sin karriere, herunder Vissel Kobe.